# Washington Institute for Near East Policy
Das Washington Institute for Near East Policy (WINEP) ist laut einem Bericht in der New York Times aus dem Jahr 2011 eine „pro-israelische Denkfabrik“ in den Vereinigten Staaten. Sie kommentiert die Politik der USA im Nahen Osten mit dem Schwerpunkt Israel.

## Geschichte
WINEP wurde 1985 vom damaligen Forschungsdirektor des American Israel Public Affairs Committee (AIPAC), Martin Indyk, gegründet. Es wird teilweise wegen der großen Nähe auch als ein Ableger von AIPAC betrachtet, WINEP selbst äußerte in der Vergangenheit, dass man sich hingegen nicht als „Arm von AIPAC“ sehe.
Zu dem Beraterausschuss gehören oder gehörten  John R. Allen, Evan Bayh, Howard Berman, Eliot Cohen, Henry Kissinger, Joseph Lieberman, Edward Luttwak, Michael Mandelbaum, Robert McFarlane, Martin Peretz, Richard Perle, Condoleezza Rice, James Roche, George P. Shultz, James Stavridis, Paul Wolfowitz, R. James Woolsey und Mortimer Zuckerman. Einige Berater des Instituts waren Mitglieder der Regierungen von George W. Bush, George H. W. Bush und Bill Clinton.
Seit 2006 ist der Geschäftsführer von WINEP Robert Satloff. Der aktuelle (2024) Präsident vom WINEP ist Jay Bernstein.